# NGC 6122
NGC 6122 este o galaxie spirală situată în constelația Coroana Boreală. A fost descoperită în 6 mai 1886 de către Guillaume Bigourdan⁠(d). Se află la o distanță de 143,32 de megaparseci de Pământ.